# Opacinota bisignata
Opacinota bisignata är en skalbaggsart som först beskrevs av Karl Henrik Boheman 1855.  Opacinota bisignata ingår i släktet Opacinota och familjen bladbaggar. Inga underarter finns listade i Catalogue of Life.